# Cornelia Africana

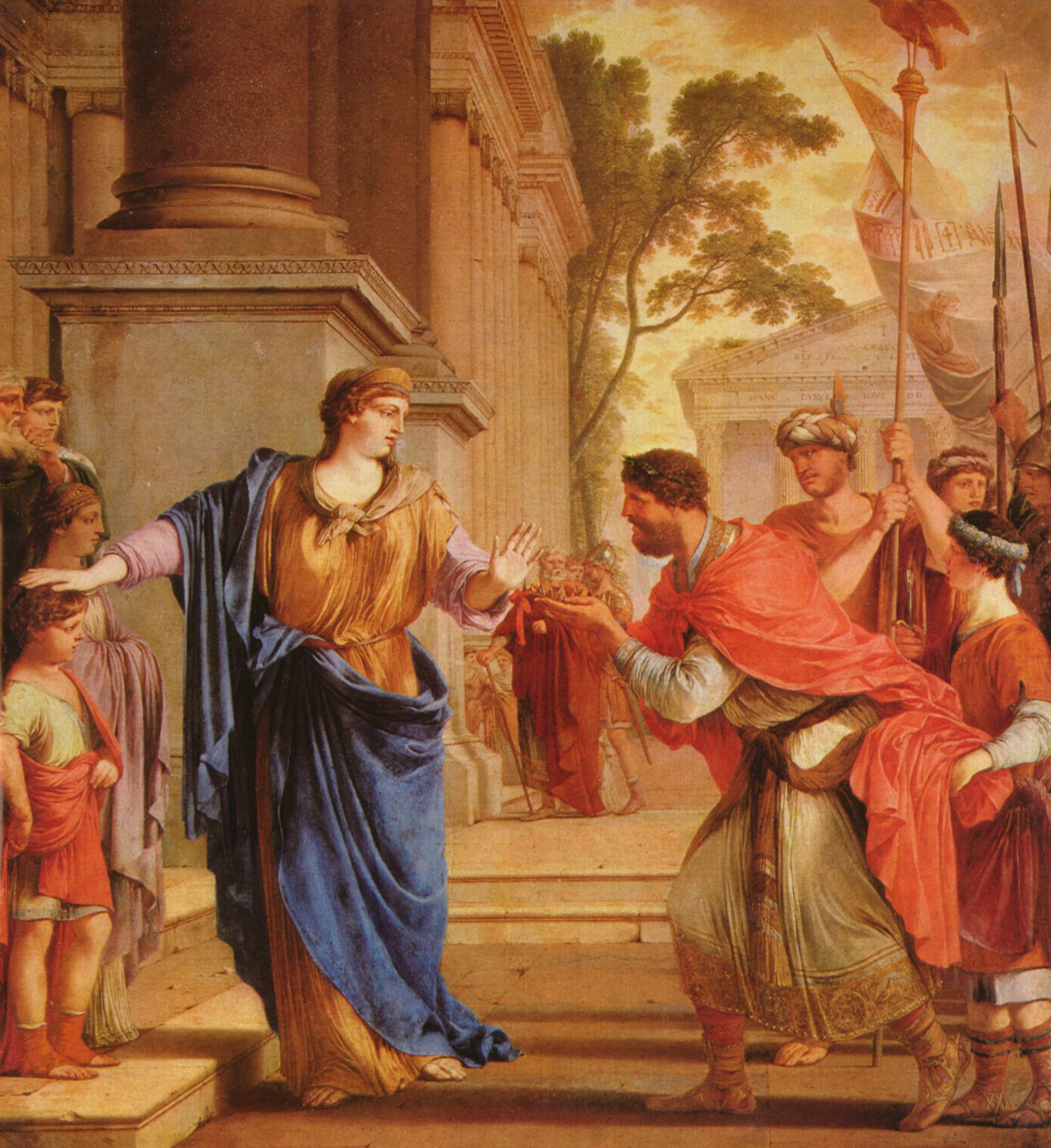
Cornelia avböjer Ptolemaios krona, av Laurent de La Hyre.

Cornelia, född 190 f.Kr., död cirka 110 f.Kr., var en romersk patricier, dotter till Scipio Africanus d.ä. och mor till Tiberius och Gaius Gracchus samt svärmor till Scipio Africanus d.y.. Cornelia var den första kvinna i Roms historia som man har någon egentlig kännedom om. Hon var djupt beundrad i sin samtid och betraktad som idealbilden för en dygdig romersk kvinna.

## Biografi
Cornelia var dotter till Scipio Africanus d.ä. och Aemilia Tertia, och gifte sig vid 18 års ålder 172 f.Kr med Tiberius Sempronius Gracchus den äldre. Paret fick tolv barn, vilket var ovanligt för en romersk familj. Efter sin makes död år 154 f.Kr. avböjde hon alla äktenskapsförslag. Det mest kända av frierierna var det hon fick från kung Ptolemaios VIII "Fyscon" av Egypten.
Som änka ska Cornelia ha levt som en furstinna och haft en ledande position i Rom och fört ett brett sällskapsliv. Hon drog fördel av de lärda greker hon fört till Rom, särskilt filosoferna Blossius från Cumae och Diophnes från Mytilene, som utbildade unga män, och studerade förutom latin och det grekiska språket och litteraturen.
Med sina höga utbildning och tydligen mycket starka personlighet spelade hon en stor roll när hon som själv fostrade sina söner, Bröderna Gracchus. I den romerska republiken kom hennes söner att spela en framträdande roll som politiker, där de strävade efter att minska de ekonomiska orättvisorna inom Romarriket. Cornelia Africana deltog aktivt i det politiska livet i Rom under sönernas karriärer och gav dem sitt stöd trots kraftig opposition mot deras radikalism och reformvilja. Efter att hennes sista son hade mördats år 121 f.Kr. lämnade hon Rom och bosatte sig i en villa i Misenum, men fortsatte att ta emot gäster.
Rom dyrkade hennes dygder och när hon dog cirka 110 f.Kr. vid hög ålder, röstade staden för en staty till hennes ära. En marmorstaty restes, av vilken dock endast basen idag återstår.
Ett par fragment av brev från henne till sonen Gajus finns bevarade, men deras äkthet är omtvistad.

## Eftermäle
Asteroiden 425 Cornelia är uppkallad efter henne.